# Folyamatmenedzsment
A folyamatmenedzsment a vállalati folyamatok és a szervezet állandó hozzáillesztése a vevői igényekhez és a tágabb értelemben vett környezeti elvárásokhoz.
„A folyamatok termelik meg azokat az eredményeket, amelyeket a vállalat eljuttat a fogyasztókhoz.”
Dr. Matos Zoltán, az MVM elnöke szerint „nemcsak mérnünk kell a folyamatok kulcs paramétereit, hanem az elvárások megfogalmazásával és ösztönzők hozzáillesztésével biztosítani kell a folyamatos fejlődést is.”

## Jellemzői
Napjainkban a vállalatok nem csak folyamataikat gondolják újra, hanem egyre többször irányítási rendszerüket is igyekeznek a folyamatok állandó megújításának, a hatékonyságnak, a minőségjavításnak a szolgálatába állítani.
A folyamatmenedzsment-koncepcióval szembeni elvárások:
- Tartósság: A folyamatmenedzsmentnek hosszú távon kell biztosítania a teljesítményt. Rövidtávú folyamatmodellezés, vagy folyamatoptimalizálás nem nevezhető folyamatmenedzsmentnek, valamint csak kis mértékben javíthatja a vállalat teljesítményét.
- Minden ágazatban való alkalmazhatóság: Az igazán eredményes folyamatmenedzsment-koncepció nem függhet az iparági keretektől. A termelő vállalatoknak ugyanúgy nagy hangsúlyt kell fektetniük a folyamatokra, mint a közszférának.
- Növelni kell az eredmény szempontjából kritikus folyamatokat: Az új folyamat-koncepciót a vállalat üzleti modelljének megfelelően kell kialakítani. Ezek alapján nagy hangsúlyt kell fektetni az innovációs, a működési és piaci folyamatokra.
- Különböző vállalati helyzetben alkalmazhatóság: Erőteljes üzleti nyomásnál gyors átszervezésre van szükség, egyes esetekben viszont a lassú változás is elegendő. Ezt mindig az adott vállalati szituáció dönti el.
- Fokozatos bevezetés: A folyamatmenedzsment-koncepcióhoz a szervezeti kultúrának is adaptálódnia kell. Ehhez azonban időre van szükség, mely inkrementális folyamatmenedzsment bevezetés igényel.[5]

## A folyamatmenedzsment-koncepció elemei

### A folyamatok átláthatóságának biztosítása
ezáltal lehetővé válik a folyamatok mélyebb elemzése, illetve annak megértése, hogy miképpen járulnak hozzá a fogyasztói értékhez.

### Folyamatátalakítás
a meglévő folyamatok megváltoztatása, illetve újak létrehozása.
- Átszervezés, újjászervezés: radikális folyamatátszervezések. Akkor történik, amikor egyszerű folyamatoptimalizálás már nem elegendő. Általában felülről lefelé (top-down) történő, menedzsment által irányított átalakításról beszélünk.
- Üzleti folyamatok optimalizálása: A meglévő folyamatok gyenge pontjainak megtalálása és kezelése. Apró lépésekkel történő folyamatfejlesztésről beszélhetünk, ahol az érintetteket (pl.:munkavállalókat) is bevonják a változtatásokba.

### Folyamatirányítás
azon eszközök összessége, mely hosszú távon biztosítja a folyamateredmény fenntartását, illetve annak javítását.
- Teljesítménymérés és folyamat-beszámoló: a fenti folyamatirányításhoz szükséges, folyamatokról szóló információk előállítása, illetve rendszerezése.
- Folyamat-kontrolling: a teljesítménymérésre épül. Az előre meghatározott stratégiai és operatív célok elérésében segít, kiemelve a folyamatok terv és tény adatai közötti különbséget. (Bővebben lásd: Kontrolling)
- Folyamatszervezet és –felelősség: szükséges kialakítani olyan munka és felelősségköröket, melyek segítséget nyújtanak a folyamatirányítás és folyamat-kontrolling végrehajtásában. Fontos, hogy e felelősségi körök nem térhetnek el nagyban a vállalat szervezeti struktúrájától.[5][6]

## A folyamatteljesítmény növelésének útjai

### Szervezési megközelítések
- Az üzleti folyamatok újjáalakítása (BPR): valamennyi folyamat, feladat újragondolását követeli meg, beleértve az üzleti folyamatok radikális átalakítását.[7]
- X-engineering: a BPR továbbfejlesztése, célja a tevékenységek radikális újragondolása a vállalatokon átívelő folyamatokat tekintve.[8]
- Üzleti folyamatok optimalizálása: a BPR-ral ellentétben, a meglévő folyamatok tökéletesítése a cél, az érintettek (különösen az alkalmazottak) aktív bevonásával.[9]
- Átszervezés: A vállalat üzleti modelljének, szervezeti felépítésének és folyamatstruktúrájának megváltoztatása.[5] (Bővebben lásd: Szervezetalakítás)

### Minőségmenedzsment-irányzatok
- Teljes körű minőségmenedzsment (TQM): célja a vállalat valamennyi folyamatának, illetve a teljes szervezeti gondolkodásmódjának a középpontjába a vevők elvárásait és elégedettségét állítsa. Ezáltal nem csak a termékre, de a menedzsmentre, alkalmazottakra is kiterjeszti a minőségorientációt.[10]
- Hat szigma (Six Sigma): célja a folyamateredmény célértékétől való eltérések elemzése és befolyásolása.
- Kaizen: célja az összes alkalmazott bevonásával a folyamatos tökéletesítést támogató vállalati kultúra létrehozása.[11]

### Tervezési és irányítási megoldások
- Kvalitatív folyamatmenedzsment: célja, hogy a vállalati értékláncot a minőség, az idő, a költségek, illetve a fogyasztói elégedettség figyelembevételével irányítsa, ehhez szervezési és kontrolling eszközöket vesz igénybe.[12]
- Folyamatköltség-menedzsment: célja a költséghelyeken átnyúló folyamatok megragadása, irányítása, elszámolása.[5] (Bővebben lásd: Folyamatköltség-számítás és Szervezetalakítás)